# 代尼申哈根
代尼申哈根（德語：Dänischenhagen，意为“丹麦的树篱”）是德国石勒苏益格－荷尔斯泰因州的一个市镇。总面积15.71平方公里，总人口3620人，其中男性1794人，女性1826人（2011年12月31日），人口密度230人/平方公里。